# Sattelrobbe

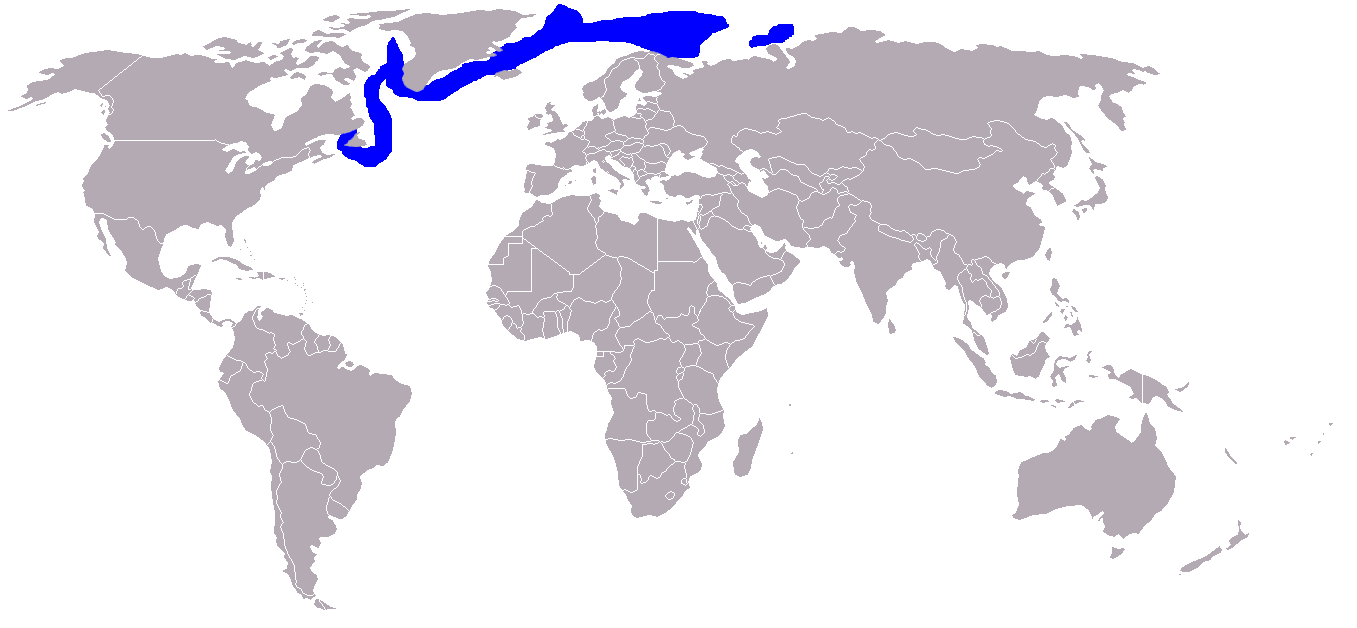
Natürliche Verbreitung

Die Sattelrobbe (Pagophilus groenlandicus, Syn.: Phoca groenlandica) ist eine in der Arktis verbreitete Robbe aus der Familie der Hundsrobben.

## Merkmale

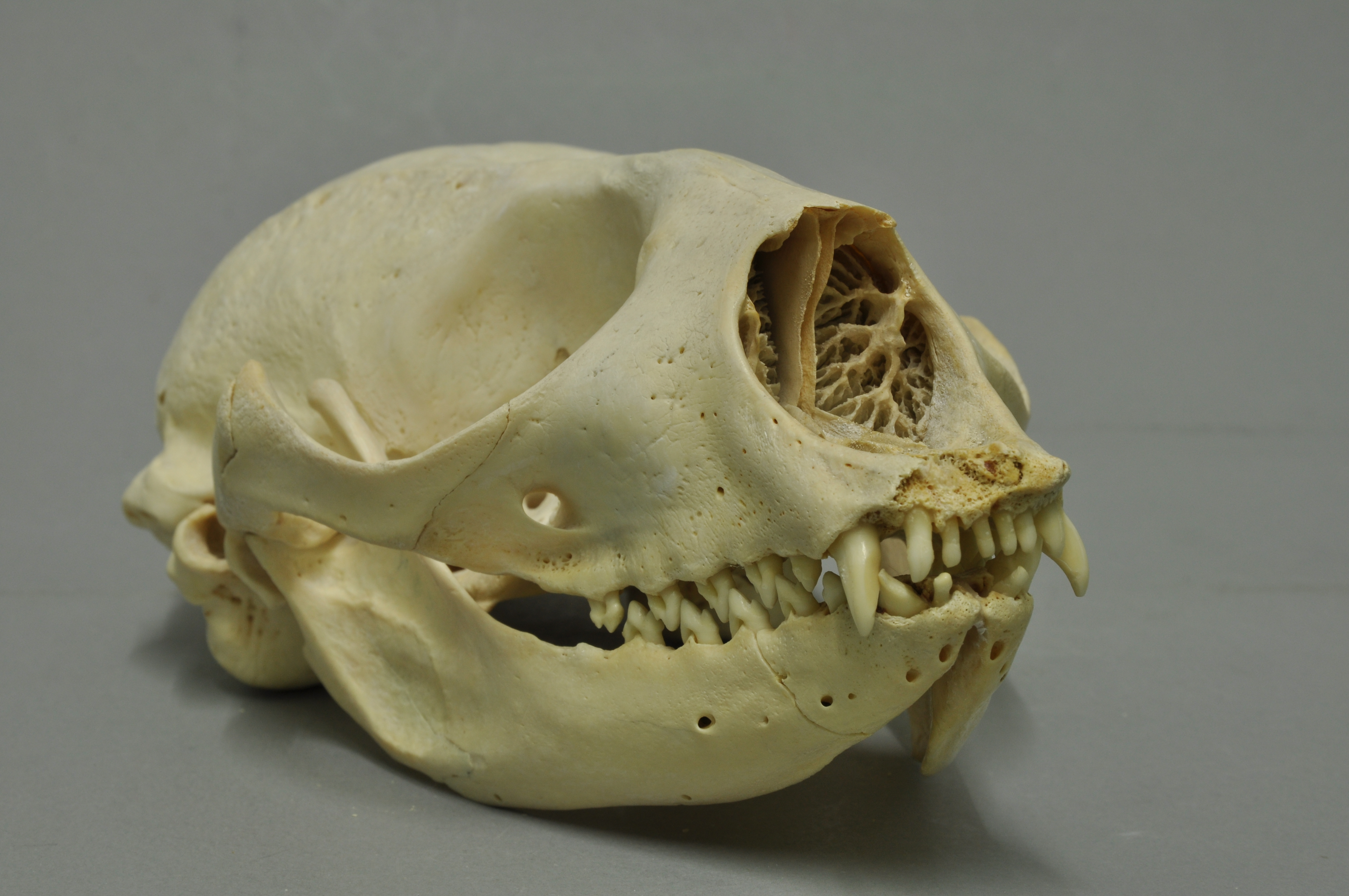
Schädel (Sammlung Museum Wiesbaden)

Die Männchen der Sattelrobbe haben eine besonders charakteristische Färbung. Sie sind silbergrau, haben einen schwarzen Kopf und eine schwarze, hufeisenförmige Markierung, die sich von den Schultern über beide Flanken zieht. Da diese in der Form einer Harfe ähnelt, trägt diese Robbe im Englischen den Namen „harp seal“. Weibchen haben ähnliche, aber viel blassere Markierungen, die sich manchmal zu einer Fleckenzeichnung auflösen. Sattelrobben werden 170 bis 180 cm lang und wiegen 120 bis 140 kg.

## Lebensraum
Sattelrobben sind im Nordpolarmeer verbreitet. Zu Beginn des Holozäns, als es deutlich wärmer war als heute, traten sie auch an den Küsten von Nord- und Ostsee auf, ihr Verbreitungsgebiet ist also nicht an polare Bedingungen gebunden. Heute bestehen drei voneinander getrennte Populationen:
- an den Küsten Labradors und Neufundlands sowie im Sankt-Lorenz-Golf, außerhalb der Fortpflanzungszeit auch an allen atlantischen Küsten Kanadas und Grönlands
- nördlich von Jan Mayen in der Grönlandsee, außerhalb der Fortpflanzungszeit an den Küsten Spitzbergens und Ostgrönlands
- im Weißen Meer, außerhalb der Fortpflanzungszeit in der Barentssee und der Karasee

## Lebensweise

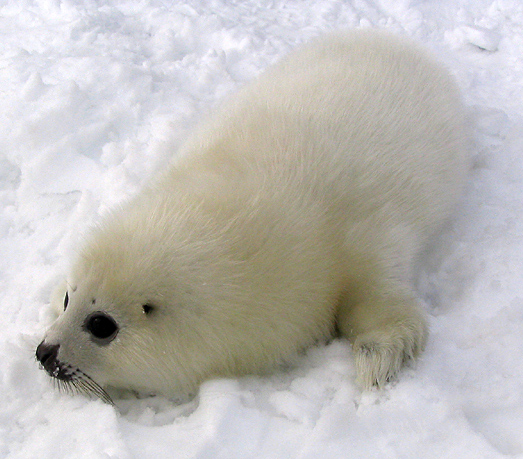
Jungtier

Beutetiere sind vor allem Fische und Krebse. Dabei tauchen die Sattelrobben bis zu 200 Meter tief.
Zur Fortpflanzungszeit im Januar und Februar wandern die Robben auf das Eis, um dort ihre Nachkommen zur Welt zu bringen. Hier sammeln sie sich in losen Kolonien von zehntausenden Tieren. Im Packeis halten sie etwa 90 cm breite Atemlöcher offen, die sich bis zu 40 Tiere teilen. Die Weibchen wahren jeweils etwa zwei Meter Abstand zueinander. Männchen kämpfen mit Zähnen und ihren Flossen untereinander um die Weibchen. Die Sattelrobben leben monogam, die Paarung erfolgt auf dem Eis. Sie bringen ihre Jungen in Treibeisregionen zur Welt und leben auch am Rande des Packeises. Die Jungen werden nach der Geburt bis zu 12 Tage mit extrem fetter Milch gesäugt, so dass sie täglich fast zwei Kilogramm an Gewicht zulegen. Die Jungtiere („Whitecoats“) haben kein dickes Fettpolster, ihre Wärmeregulation erfolgt durch ein andauerndes Zittern. Das weiße Fell besteht, ähnlich wie bei Eisbären, aus transparenten hohlen Haaren, die die Sonnenwärme direkt an die schwarze Haut leiten und diese erwärmen. Nach der Entwöhnung verbleiben die Jungen noch etwa weitere 10 Tage allein auf dem Eis, bis das weiße Jungtierhaar ausfällt und durch die charakteristische silbergraue Färbung mit schwarzer Zeichnung ersetzt wird. 
Die Weibchen werden nach dem Gebären wieder vom gleichen Männchen begattet. Die Tragzeit beträgt entsprechend etwa 11,5 Monate, dabei eingeschlossen eine 4,5 Monate lange Keimruhe, in der sich der Embryo nicht entwickelt.

## Parasiten
Die Sattelrobbe ist einer der Wirte für die Seehundlaus Echinophthirius horridus.

## Bedrohung und Schutz

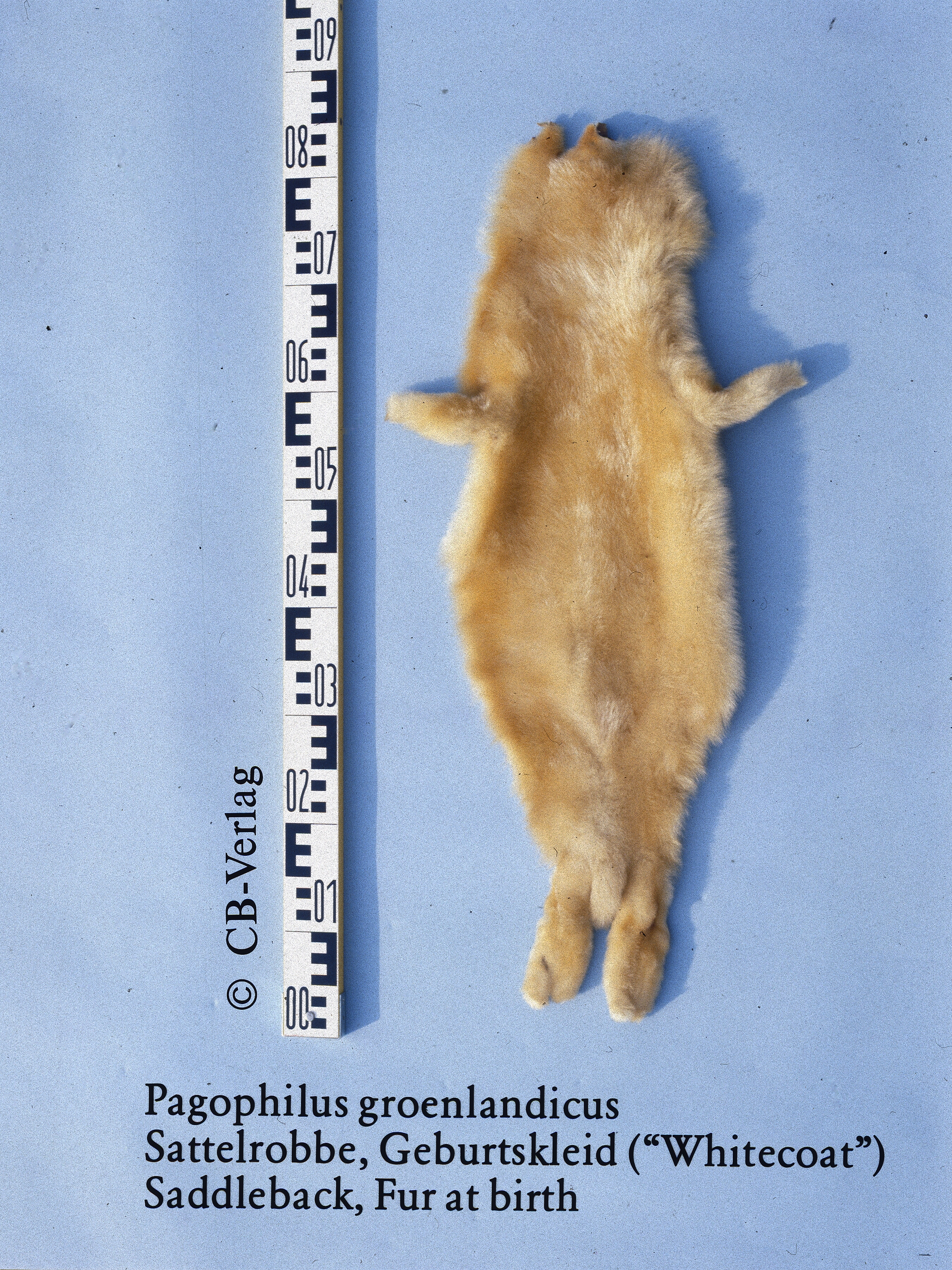
Geburtsfell (1981)

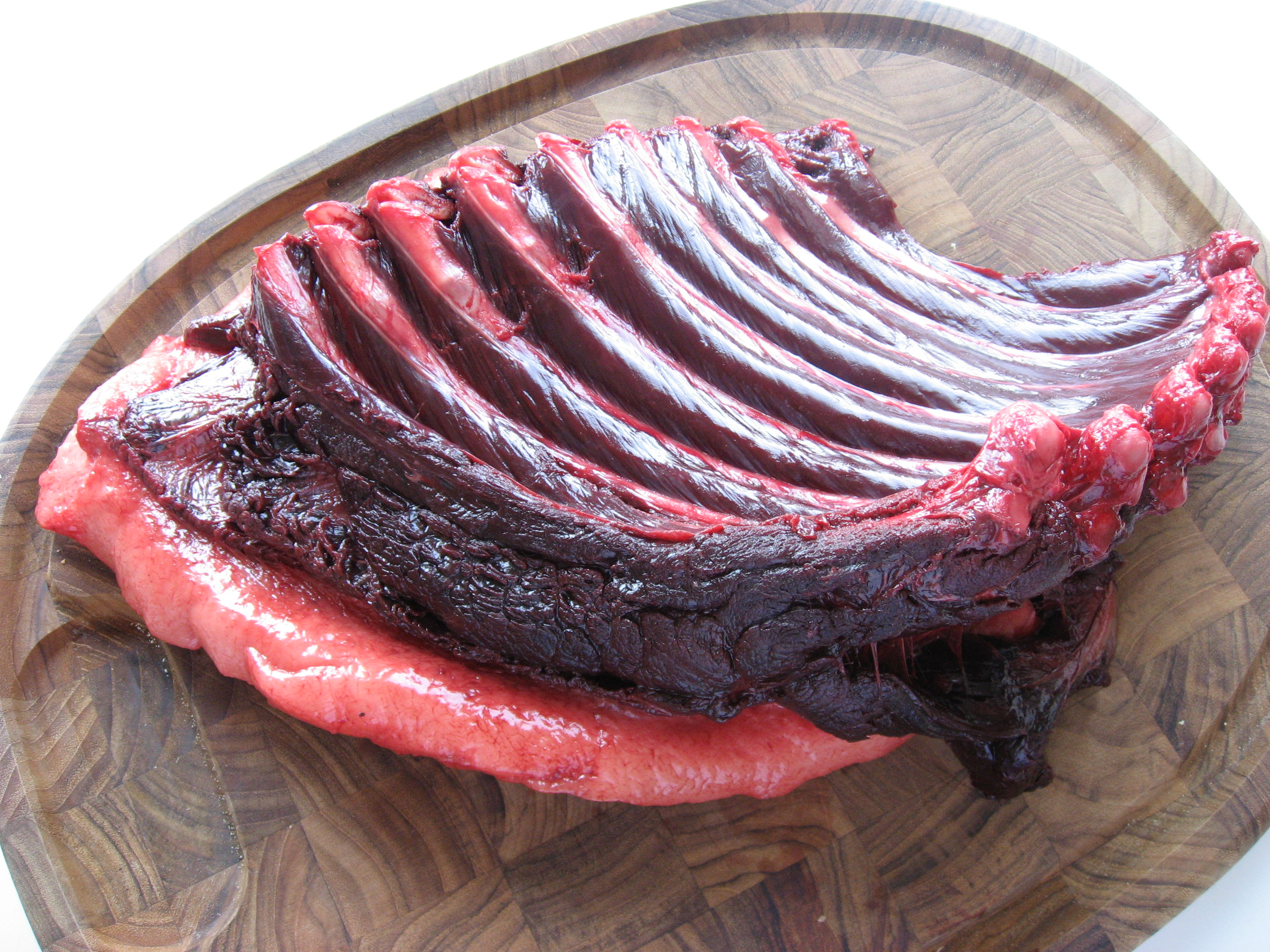
Fleisch der Sattelrobbe wird z. B. für die traditionelle Robbensuppe der Eskimos genutzt

Es soll eine weltweite Population von neun Millionen Sattelrobben gegeben haben; damit wäre die Sattelrobbe nach dem Krabbenfresser die individuenreichste Robbenart der Welt gewesen. Während sie schon immer von den Eskimos und anderen Völkern der Nordpolarregion gejagt wurde, begann die kommerzielle Robbenjagd durch Europäer erst im 16. Jahrhundert. Im 19. Jahrhundert nahm diese Ausmaße an, die die Gesamtpopulation erheblich dezimierte.
Die „Whitecoats“ der Sattelrobben wurden wegen ihres Fells zu Hunderttausenden gejagt und mit Knüppeln erschlagen. Besonders in Neufundland wurde oft fast der gesamte Nachwuchs eines Jahres getötet, die Population drohte auszusterben. Durch internationale Proteste, allen voran den Einsatz der IFAW (International Fund for Animal Welfare), brach der Markt für Robbenfelle zusammen, die kommerzielle Jagd auf die Robbenjungen wurde durch internationalen Druck von der kanadischen Regierung weitgehend verboten. Unter strengen Regularien werden allerdings noch immer offiziell jährlich bis zu 325.000 Robben von kanadischen Robbenjägern erlegt, mit der Begründung, die Robben gefährdeten die Fischbestände. Dabei handelt es sich nicht mehr um die Jungtiere, seit 1987 dürfen die Tiere erst nach dem Fellwechsel erlegt werden. Um den Robbenjägern eine neue Existenzgrundlage zu geben, organisierte IFAW bereits kurz nach Einstellung der Robbenjagd Naturreisen zu den Robbenkolonien. „Sealwatch“ ist heute ein unter Naturfreunden und Fotografen sehr beliebtes Urlaubsvergnügen. 
Die andauernde Robbenjagd in Kanada ist alljährlich Ziel der Protestaktionen von Tierschützern. Doch auch Russland gestattet weiterhin die Jagd auf Sattelrobben. Nach persönlicher Intervention von Wladimir Putin dürfen allerdings nur noch erwachsene Tiere gejagt werden. 
Im Dezember 2014 beschloss die Regierung von Norwegen, die Subventionen für die norwegische Robbenjagd in Höhe von 1,42 Millionen Euro aus dem Staatsetat zu streichen. Inzwischen beteiligen sich jedes Jahr noch ein bis zwei Schiffe aus Norwegen an der Robbenjagd vor der Ostküste Grönlands und in den nördlichen Fanggebieten südlich von Franz-Josef-Land.